# Hagenow (mecklenburgisches Adelsgeschlecht)

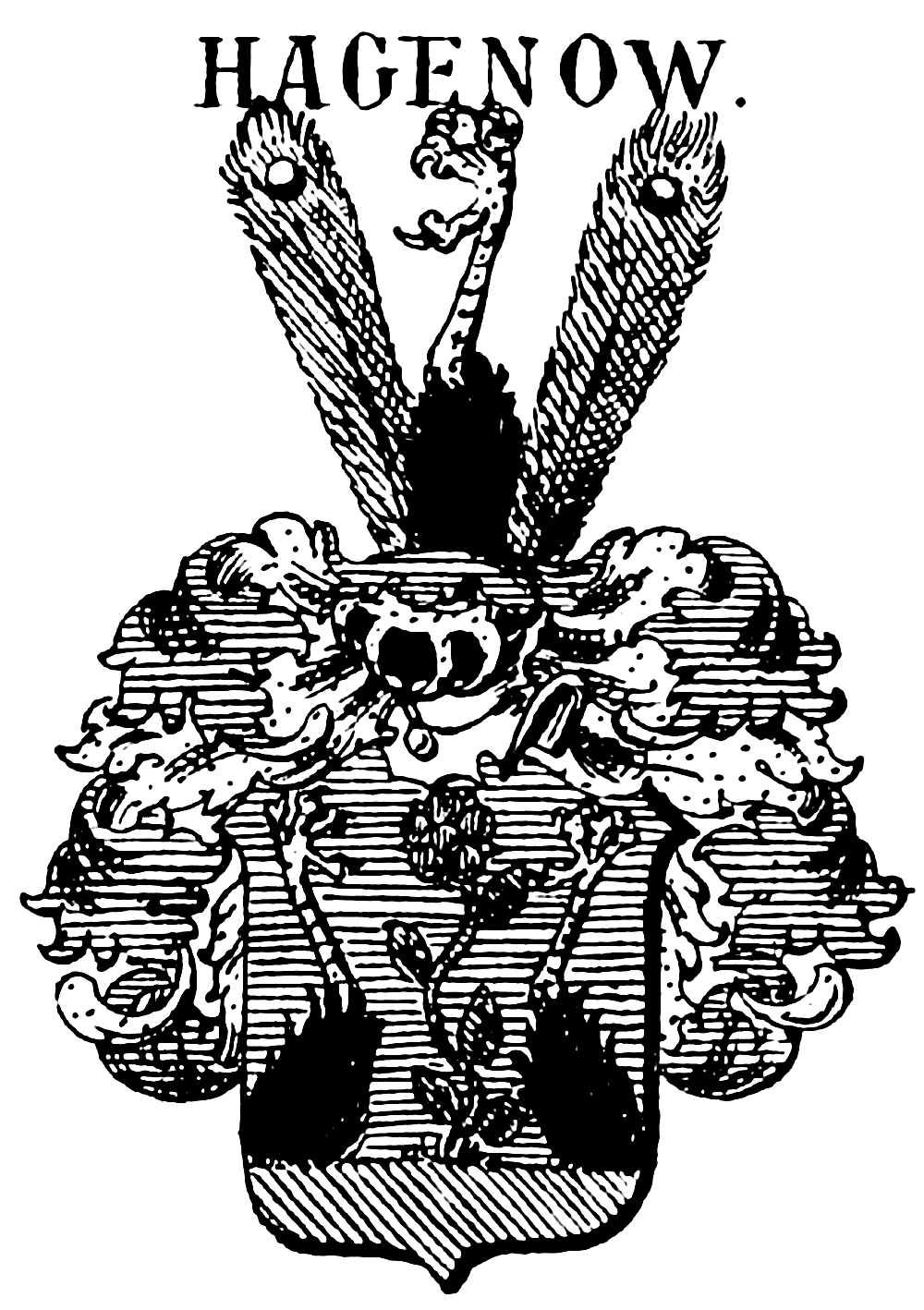
Wappen derer von Hagenow

Hagenow ist der Name eines mecklenburgischen, im 16. Jahrhundert erloschenen Adelsgeschlechts, das von den vorpommerschen Hagenow, die um 1760 als Pfandherrn zu Lassentin im Kreis Franzburg zuerst auftraten, zu unterscheiden ist, da keine Stammverwandtschaft besteht.

## Geschichte
Die Familie entlehnt ihren Namen nach ihrem Stammsitz Hagenow und wurde 1194 zuerst mit dem ratzeburgischen Vasall, Ritter Friedrich von Hagenow (Hachenowe) urkundlich genannt. Im 13. Jahrhundert traten Angehörige als schwerinische, werlische und sachsen-lauenburgische Vasallen auf. Mit Christoph von Hagenow († 1582) ist die Familie im Mannesstamm erloschen. Seine Tochter Dorothea heiratete Arnd von Möllendorff.
Aus den Hagenowern hervorgegangen waren die von Kleinau (auch: Kleinow, Klenow), die ein gleiches Wappen führten und denen Anna Juliana von Kleinau entstammte. Sie benannten sich nach ihrem Stammhaus im mecklenburgischen Klenow, aus dem später die herzogliche Residenz Ludwigslust entstand. Ihr 1294 urkundlicher Stammvater Ritter Hermann gehörte offenbar den mecklenburgischen von Hagenow an.
Neben Hagenow gehörte auch Zarrentin, Kressin, Kadow, Rom, Dargelütz und im 16. Jahrhundert Möderitz zum Gutsbesitz derer von Hagenow.
Zwei Töchter des Achim von Hagenow zu Möderitz waren Nonnen im Kloster Dobbertin. 1531 wurde Ingeburg im Rechnungsbuch des Klosters aufgeführt, als Achim von Hagenow 25 Gulden für seine Tochter einzahlte. 1535 zahlte er 100 Gulden an das Kloster für seine Tochter Elisabeth. 1576 und 1578 wurde noch Karin von Hagenow als Nonne des auf Kressin Krossyn erbgesessenen Christoph von Hagenow genannt.
Während der Durchführung der Reformation in den mecklenburgischen Frauenklöstern stießen die Herzöge und ihre Visitatoren von 1556 bis 1578 besonders im Benediktinerinnenkloster Dobbertin auf hartnäckigen Widerstand. Die erste Visitation am 24. März 1557 im Reventer des Klosters war ernüchternd, denn nur zwei der dreißig adligen Jungfrauen, Margareta Wangelin und Elisabeth Hagenow, waren bereit, die evangelische Lehre im vollen Umfang anzunehmen. Elisabeth war 1562 Unterpriorin und wurde 1569 zur Priorin des Konvents gewählt, denn sie war eine der besseren. Von ihr wurde auch gesagt, sie sei ein frommes Kind, bekennt Gottes Wort. 1579 trat sie vom Amt der Priorin zurück. Seit der Umwandlung des Nonnenklosters 1572 in ein adliges Damenstift führte die Vorsteherin den Titel Domina.
Von Ingeburg von Hagenow, die eine leidenschaftliche Anführerin und Aufhetzerin in dem in Mecklenburg geführten wohl einmaligen Nonnenkrieg war, wurde 1557 gesagt: Ingeborg Hagenow, die Schreiberin, steckt voller Abgötterei, ist giftig und bitter, verdammt unsere Lehre mit schändlichen Worten, flucht auch sehr schrecklich.  1562 sagte man, sie sei die schlechteste von allen Nonnen. Danach verließ sie das Kloster.

## Wappen
Das Wappen zeigt im blauen Feld einen grünen Hügel, aus dem eine rote Rose an einem grünen Stängel wächst, beseitet mit je einem aufgerichteten schwarzen Adlerschenkel mit goldenem Bein und Klauen. Auf dem Helm mit blau-goldenen Decken zwei natürliche Pfauenfedern, dazwischen der Adlerschenkel.

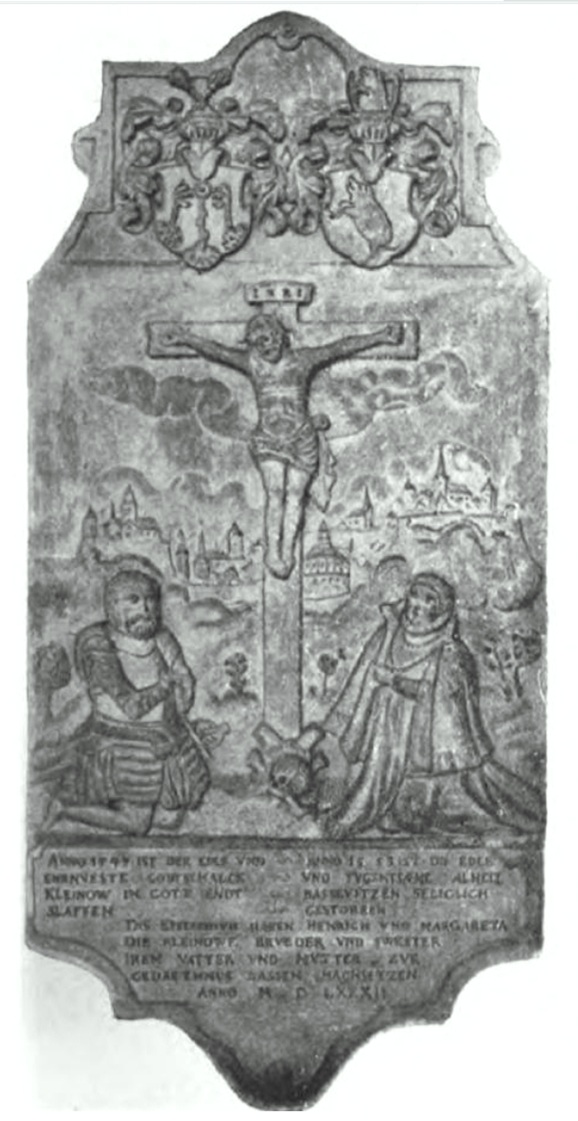
Wappengeschmücktes Epitaph des Gottschalk von Kleinow († 1549) und seiner Ehefrau Margarethe von Bassewitz († 1553), vormals alte Kirche zu Klenow, dann Kirche zu Ludwigslust
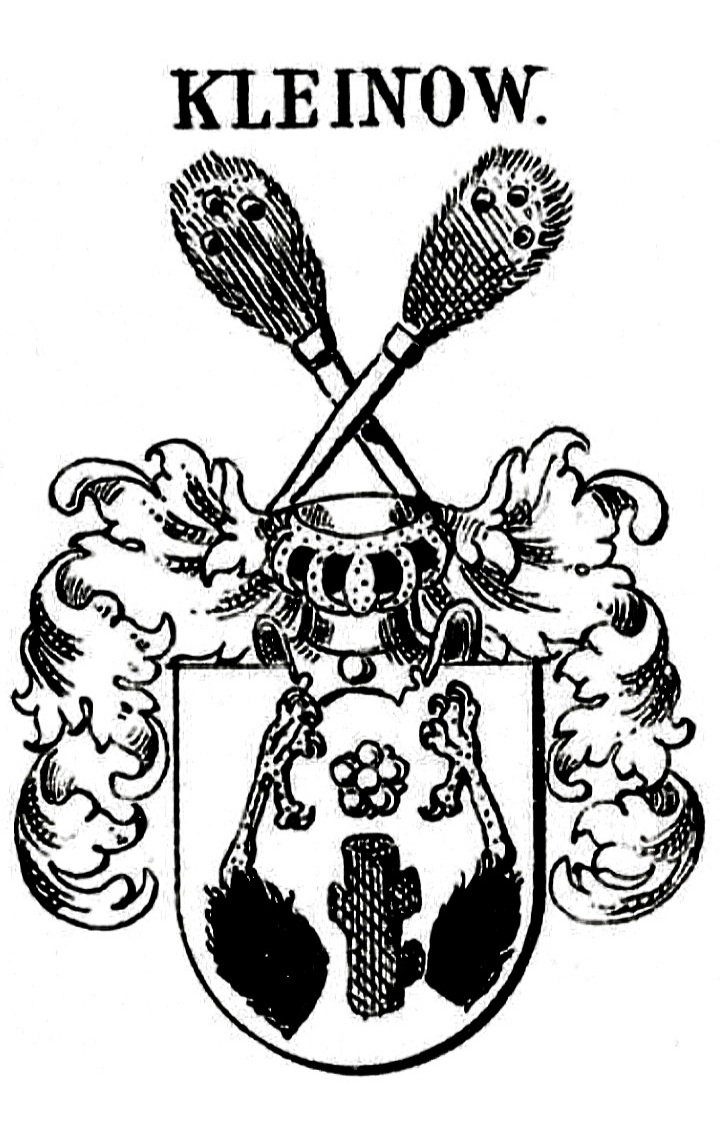
Wappen (Variante 1) derer von Kleinow (Klenow; Kleinau)
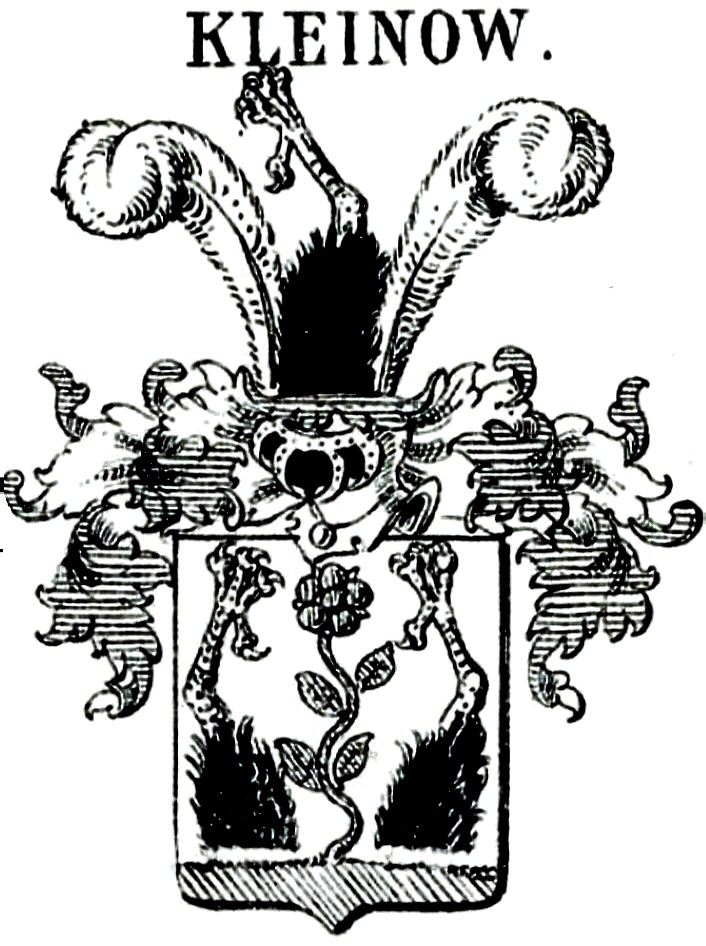
Wappen (Variante 2) derer von Kleinow

Das Wappen der stamm- und wappenverwandten von Kleinau (Kleinow, Klenow) findet sich heute noch im gespaltenen Stadtwappen von Ludwigslust, in dem vorn der halbe Stierkopf der Herzöge von Mecklenburg und hinten der halbe Schild derer von Klenow zu sehen ist, oben begleitet von einem Malteserkreuz. Ludwigslust war aus Klenow hervorgegangen, dem Stammsitz derer von Kleinow. Die gefiederte Adlerkralle derer von Kleinow wurde im Stadtwappen komplett golden tinigiert, damit niemand die Herkunft auf den preußischen Adler raten sollte.
Eine Stammverwandtschaft wegen mutmaßlich gegebener Wappenverwandtschaft wurde ebenfalls zu den abgegangenen mecklenburgischen Geschlechtern Pinnow und Wagel postuliert, jedoch anderweitig deutlich verworfen. Dafür wird eine solche für die ebenfalls erloschenen Gustekow für möglich erachtet.

## Personen
- Elisabeth von Hagenow. 1569–1579 Priorin im Kloster Dobbertin[13]

### Gedruckte Quellen
- Mecklenburgische Jahrbücher (MJB)

### Ungedruckte Quellen
Landeshauptarchiv Schwerin (LHAS)
- LHAS 2.12-3/2 Köster und Ritterorden, Dobbertin. Nr. 248 Verzeichnis der in Urkunden gefundenen Geschlechternamen sowie Priorinnen und Klosterjungfrauen zu Dobbertin 1591–1560.
- LHAS 3.2-3/2 Landeskloster/Klosteramt Dobbertin. Nr. 242 Verzeichnis der Jungfrauen ab 1600.